# Przestępstwo kanoniczne
Przestępstwo kanoniczne – czyn naruszający obwarowane sankcją karną normy prawa kanonicznego. Kodeks prawa kanonicznego zawiera katalog przestępstw kanonicznych w Kościele katolickim i kar kościelnych przewidzianych za ich popełnienie.